# Phoumi Vongvichit
Đây là một tên người Lào; họ tên được viết theo thứ tự tên trước, họ sau: họ là Vongvichith.
Phoumi Vongvichit (tiếng Lào: ພູມີ ວົງວິຈິດ; 6 tháng 4 năm 1909 - 7 tháng 1 năm 1994) là một lãnh đạo hàng đầu của Pathet Lào và một lãnh tụ của Cộng hòa Dân chủ Nhân dân Lào.
Ông sinh ngày 6 tháng 4 năm 1909 tại tỉnh Xiêng Khoảng, con trai của một công chức. Ông được học tại thủ đô Viêng Chăn, sau đó cũng trở thành một công chức thuộc địa. Sau đó làm nghề phát thư ở Vientiane, Luang Prabang và Xieng Khouang. Năm 1939, ông được phong làm thị trưởng (chao Muang) và làm việc tại Xiêng Khoảng (1939) và Viêng Chăn (1940 - 1945). Vào tháng 1 năm 1945 ông được bổ nhiệm làm quan (chao khoueng) của Hủa Phăn và giữ chức vụ đó cho đến khi Nhật Bản đầu hàng vào tháng 8 năm 1945. Các tháng tiếp theo, Vongvichith phối hợp với lực lượng Nước Pháp Tự do khi họ chiếm được thị xã Sầm Nưa, nhưng sau đó ông tham gia phong trào Lào Issara chống chế độ thuộc địa và làm hợp tác với Việt Minh để chống sự trở lại của quân đội Pháp ở Đông Dương.
Năm 1946, sau khi Pháp chiếm được Lào, Vongvichith đã đến miền bắc Thái Lan, hoạt động ở đó 3 năm trong Lào Issara. Vào cuối năm 1949, ông từ chối đề nghị của Pháp về giải thể của chính phủ Lào Issara lưu vong ở Thái Lan. Vongvichith là một trong số ít người đi theo Souphanouvong ở miền Bắc Việt Nam. Ông đã tới tham dự hội nghị sáng lập Neo Lào Issara (Mặt trận Lào Tự do). Vongvichith đã được đề cử làm Tổng thư ký của Mặt trận, và Bộ trưởng Nội vụ và Phó Thủ tướng của chính phủ kháng chiến Pathet Lào. Chính phủ Kháng chiến được thành lập nhằm đối phó với chính phủ Hoàng gia Lào ở Vientiane. Chính phủ kháng chiến đã không được quốc tế công nhận, nhưng Vongvichith giữ cả hai vị trí trong chính phủ cho đến khi Hiệp định Genève 1954 kết thúc Chiến tranh Đông Dương.
Năm 1954 và năm 1955, Vongvichith dẫn đầu chính phủ Pathet Lào trong đoàn đàm phán với các chính phủ Hoàng gia Lào thuộc các tỉnh Phôngsali và Hủa Phăn. Trong tháng 3 năm 1955, Vongvichith là một trong những thành viên sáng lập của Đảng Nhân dân Lào và được bầu vào Bộ chính trị. Tháng 1 ông được bầu vào Ủy ban Trung ương Mặt trận Yêu nước Lào (Neo Lao Hak Xat). Vào năm 1956, Vongvichith tiếp tục tham gia vào các cuộc đàm phán mà kết thúc là Hiệp định Vientiane năm 1957. Hiệp định đã mở đường cho việc hình thành một chính phủ hợp nhất đầu tiêu, trong đó Vongvichith giữ chức vụ Bộ trưởng Bộ Tôn giáo và Mỹ thuật. Từ thời điểm này, Vongvichith đã quan tâm đến sự hoạt động sôi nổi của Phật giáo Sangha, nhìn nhận tiềm năng của nó như là một cơ quan tuyên truyền cho phản đối sự Mỹ hóa xã hội Lào, và còn là phương tiện tuyên truyền hữu hiệu của Bộ Văn hóa.
Trong bầu cử bổ sung tháng 5 năm 1958, Vongvichith được bầu vào quốc hội để phục vụ như là một Phó lãnh đạo Luang Prabang. Trong khi đó, sau cuộc khủng hoảng chính trị do thành công trong tranh cử của các phe tả, Vongvichith mất chức bộ trưởng. Trong tháng 7 năm 1959 ông bị bắt cùng với các đại biểu Pathet Lào, bị cầm tù mà không bao giờ được đưa ra xét xử. Tháng 1 năm 1960, ông cùng lãnh đạo Souphanouvong và các nhà lãnh đạo Pathet Lào và vệ sĩ của họ trốn khỏi nhà tù và thực hiện chuyến đi các dài đến 3 tháng trong vùng kiểm soát của Pathet Lào ở Xieng Khouang.
Sau Trận Vientiane tháng 12 năm 1960 và lực lượng trung lập rút lui vào Cánh đồng Chum, Vongvichith đã được sắp xếp trong cấu trúc cho Pathet Lào phối hợp lực lượng theo chủ nghĩa trung lập. Ông đã dẫn đoàn đại biểu Pathet Lào đến Hội nghị Genève về sự trung lập của Lào năm 1962, và giữ chức Bộ trưởng Bộ Thông tin, Tuyên truyền và Du lịch trong chính phủ liên hiệp thứ hai. Năm 1964, sau một loạt các vụ ám sát chính trị, Vongvichith rời Vientiane cùng các bộ trưởng Pathet Lào khác.
Thời gian này Lào bị kéo vào Chiến tranh Việt Nam. Mười năm tiếp theo, lúc thì Vongvichith sống trong các núi đá vôi của Viengxay, lúc thì dẫn đầu đoàn Pathet Lào trong các sự kiện quốc tế chung của khối cộng sản. Ông giữ vị trí của mình trong cả Bộ Chính trị và Mặt trận Lào Yêu nước, đóng một vai trò hàng đầu trong cuộc đàm phán dẫn đến việc hình thành chính phủ liên hiệp thứ ba vào năm 1974, trong đó ông giữ chức Phó Thủ tướng Chính phủ và Bộ trưởng Bộ Ngoại giao.
Sau khi thành lập nước Cộng hòa dân chủ nhân dân Lào tháng 12 năm 1975, Vongvichith giữ chức Phó Thủ tướng thứ hai kiêm Bộ trưởng Bộ Giáo dục, Thể thao và Tôn giáo. Sau Đại hội lần thứ III của LPRP vào năm 1982, Vongvichith đã trở thành một thành viên của Nội các với nhiệm vụ chịu trách nhiệm về giáo dục, thông tin và văn hóa. Trong năm 1986, khi Souphanouvong từ nhiệm vì lý do sức khỏe, Vongvichith trở thành Quyền Chủ tịch của Cộng hòa Dân chủ Nhân dân Lào và Chủ tịch Mặt trận Xây dựng Quốc gia Lào. Ông nghỉ hưu tháng 3 năm 1991 và trở thành cố vấn của trung ương đảng. Ông qua đời ngày 7 tháng 1 năm 1994 tại Viêng Chăn.